# Slangetunge (plante)
Slangetunge (Ophioglossum vulgatum) er en bregnelignende plante med 5-25 cm høje blade, der vokser på fx strandenge og heder.

## Beskrivelse
Slangetunge er en flerårig urt med en tæppedannende vækst. Det enlige blad er opret, ægformet og helrandet med to ens sider, som begge er læderagtige og lysegrønne med netagtige bladribber. Formeringsdelen af planten består af en opret stængel, som udgår fra midten af bladet, og som bærer to endestillede og sammenvoksede rækker af sporehuse (deraf plantens danske navn).
Rodnettet består af en lodret jordstængel, som bærer de overjordiske dele og de trævlede rødder.
Højde x bredde og årlig tilvækst: 0,20 x 0,10 (20 x 10 cm/år), heri ikke medregnet skud fra udløbere.

## Voksested
Slangetunge er udbredt i hele Afrika, i det tempererede Asien, i Nordamerika og i Europa inklusive Danmark. Overalt foretrækker den let skygge, fugtmættet luft, neutralt pH og fugtig, næringsfattig jord.
I Danmark vokser den hist og her på Øerne og i Sydøstjylland på strandenge, strandoverdrev, skovenge og heder.
Flodsletterne i Mähren finds langs den vestlige del af Slovakiet. Moldau adskiller Slovakiet og Tjekkiet langs det øvre løb, mens floden skiller Østrig og Slovakiet langs det nedre løb. På den slovakiske side er jorden frugtbar, og her vokser arten sammen med bl.a. blå staudeklematis, brændeskærm, Cerastium dubium (en art af hønsetarm), kinapurløg, klokkeensian, Lathyrus pannonicus (en art af fladbælg, lægenådesurt, Plantago altissima (en art af vejbred), sibirisk iris, smalbladet ask, sommerhvidblomme og Viola pumila (en art af viol) 
| Portal | Portal:Botanik |

## Note
1. ↑  Jan Seffer and Viera Stanova: The Morava River Floodplains(engelsk)